# Nigel de Jong
Nigel de Jong (Amsterdam, 30. studenog 1984.) bivši je nizozemski nogometaš surinamskog porijekla koji je igrao na poziciji obrambenog veznog. 

## Vanjske poveznice
- Profil na Transfermarktu
- Profil na Soccerbaseu  Arhivirana inačica izvorne stranice od 7. srpnja 2010. (Wayback Machine)